# Lou Goossens

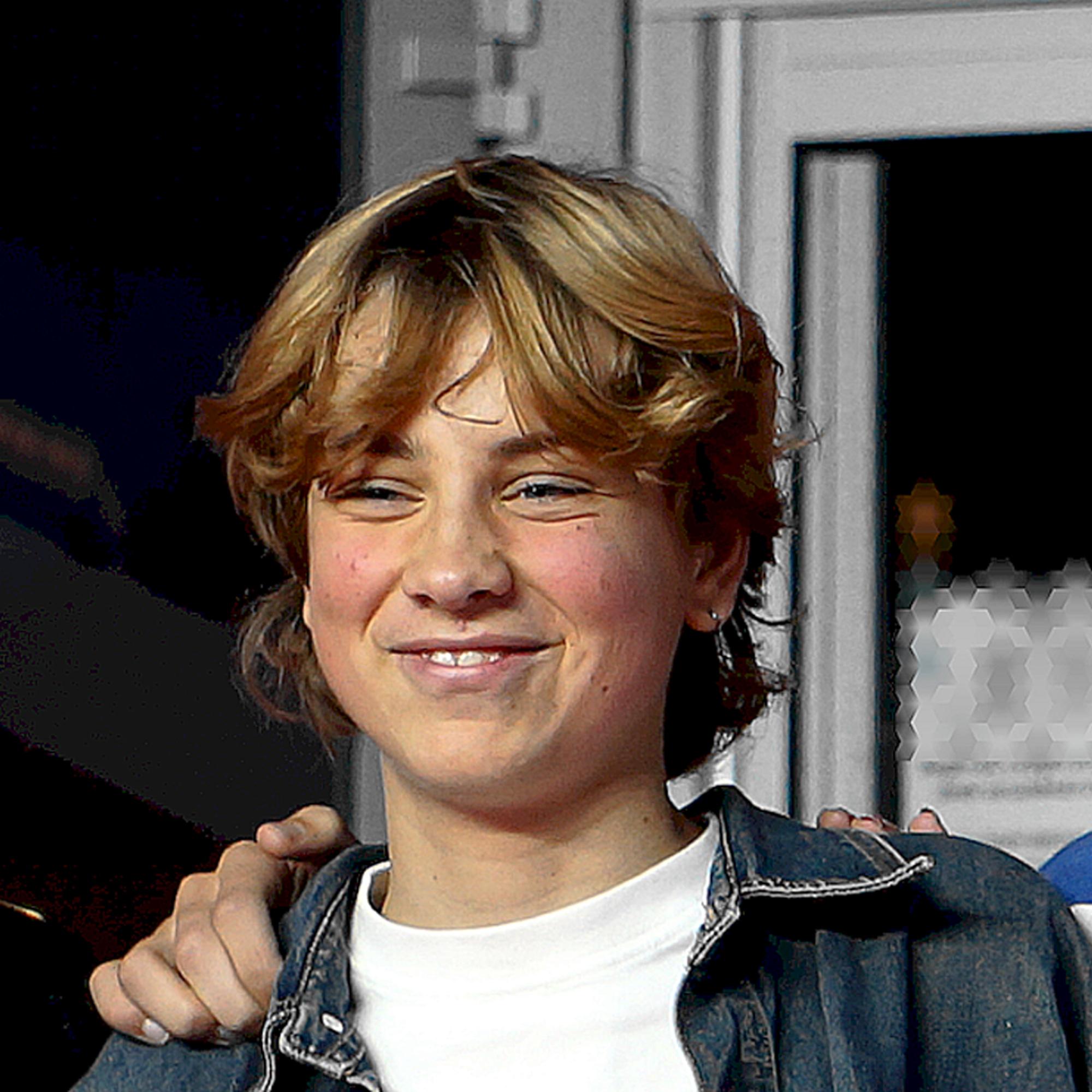
Lou Goossens (2024)

Lou Goossens (* 24. Februar 2009 in Belgien) ist ein belgischer Kinderdarsteller. Er erlangte besondere Bekanntheit durch seine Hauptrolle im Coming-of-Age-Drama 
Young Hearts, das von Anthony Schatteman geschrieben und inszeniert wurde.

## Leben
Goossens begann seine Schauspielkarriere 2022 mit dem Kurzfilm Alleen Ik (Only Me, Me Alone), in dem er die Rolle des Flor spielte. Seinen Durchbruch hatte er 2024 mit der Hauptrolle des Elias im Drama Young Hearts unter der Regie von Anthony Schatteman. Darin verkörpert er einen 14-jährigen Jungen, der seine ersten romantischen Gefühle entdeckt. Im selben Jahr war er zudem in der Fernsehserie Moresnet zu sehen, in der er den jungen Ben Schotz spielte.

## Filmografie
- 2022: Alleen Ik (Only Me, Me Alone)
- 2023: Boomer
- 2024: Young Hearts
- 2024: Moresnet
- 2025: Holy Sh!t